# Kaplica grobowa Scheiblerów w Łodzi
Kaplica rodziny Scheiblerów w Łodzi – nagrobna kaplica-mauzoleum znajdująca się na Starym Cmentarzu przy ul. Ogrodowej w Łodzi, w jego ewangelicko-augsburskiej części. Ukończona w 1888 według projektu Edwarda Lilpopa i Józefa Dziekońskiego jest jednym z największych dzieł architektury cmentarnej na świecie oraz świadectwem bezprecedensowego w skali światowej rozwoju Łodzi w XIX wieku.

## Historia

### Budowa
Karol Scheibler (1820–1881) był twórcą wielkiego imperium przemysłowego, na które składały się zespoły fabryczne przy Wodnym Rynku (obecnie pl. Zwycięstwa), kompleks Księżego Młyna oraz zabudowa biegnąca wzdłuż obecnej ul. ks. bpa Tymienieckiego i sięgająca ul. Piotrkowskiej.
Po przedwczesnej śmierci Scheiblera – na prośbę wdowy, Anny z Wernerów – łódzki architekt miejski Hilary Majewski rozpisał w czerwcu 1883 konkurs na projekt kaplicy-mauzoleum. Spośród 11 zgłoszonych prac jury przyznało I nagrodę projektowi warszawianina Jana Hinza, jednak nie został on zaakceptowany przez rodzinę, toteż w grudniu tegoż roku podjęto decyzję o rozpisaniu drugiego konkursu . Efekty tegoż – 16 projektów z 13 modelami – zaprezentowano 16 marca 1884 w salach Towarzystwa Zachęty Sztuk Pięknych w Warszawie. Jury nie przyznało I nagrody, zaś drugą otrzymał projekt mauzoleum […] w ciężkim stylu romańskim, wspólnego autorstwa Piotra Brukalskiego i Mikołaja Tołwińskiego.
Przedstawione prace konkursowe nie zadowoliły zleceniodawczyni, stąd też zamówiono w 1885 projekt u warszawskiego architekta Edwarda Lilpopa, który zaprosił do współpracy Józefa Dziekońskiego . Według ich planów stanął w latach 1885–1888 monument, który zadziwił współczesnych. W warszawskiej prasie pisano: kaplica jest pomnikiem najkosztowniej wykonanym w kraju naszym, gdzie indziej zaś stwierdzano, że jest to niepospolite dzieło architektury, zaprojektowane z wielkim smakiem i wykonane z niezwykłą starannością. Neogotycka architektura budowli oparta została na najlepszych wzorcach gotyku francuskiego i niemieckiego. Czytelne są nawiązania zwłaszcza do katedry pw. św. Szczepana w Wiedniu i do kaplicy Sainte-Chapelle w Paryżu. Kaplica została poświęcona w dniu 1 września 1888 przez pastora Wilhelma Angersteina w obecności rodziny Karola Scheiblera i kilkuset łodzian.
W krypcie kaplicy spoczęły doczesne szczątki Karola Scheiblera i jego dwóch wcześnie zmarłych synów – Leopolda i Feliksa. W późniejszych latach pochowani tam zostali kolejni członkowie rodziny, w tym syn Karol Scheibler II oraz wdowa po zmarłym, Anna Scheibler.

### Lata 1945–1989
Tragiczny był los kaplicy po 1945. Obiekt, tak jak i cały teren Starego Cmentarza Ewangelicko-Augsburskiego, był bezkarnie dewastowany i rozkradany. Krypta grobowa została sprofanowana, szczątki zmarłych i trumny zniszczone. Nieliczna parafia ewangelicka nie była zdolna dopilnować porządku na cmentarzu, władze zaś nie wykazywały żadnego zainteresowania ochroną zabytkowego terenu. Stan kaplicy pogarszał się z każdym dziesięcioleciem.
Działania zmierzające do zabezpieczenia obiektu podjęto dopiero w drugiej połowie lat 70. XX w. W 1978 wykonano szczegółową inwentaryzację fotogrametryczną kaplicy (pod kierunkiem jednego z obecnych współzałożycieli Fundacji na rzecz Ratowania Kaplicy Karola Scheiblera, inż. Jacka Tyrowicza), zamurowano okna, teren symbolicznie zabezpieczono siatką. Mimo to proces niszczenia trwał nadal, każdego roku ubywały kolejne detale, spadały na ziemię pinakle, kwiatony i metalowe figury aniołów stojące u podstawy wieży kaplicy, wykonane według projektu Andrzeja Pruszyńskiego.

### Okres po 1989
Pierwszym konkretnym przedsięwzięciem renowacyjnym było dokonanie przez parafię w 1991 wymiany pokrycia dachu, co zabezpieczyło stropy przed zniszczeniem. Parafia ewangelicko-augsburska opracowała jednocześnie wstępne plany odbudowy obiektu. Brak środków finansowych uniemożliwił jednak ich realizację.
W 2000 działacze Towarzystwa Opieki nad Zabytkami oraz Towarzystwa Opieki nad Starym Cmentarzem przy ul. Ogrodowej w Łodzi nawiązali współpracę z parafią św. Mateusza, czego owocem było zawiązanie odrębnego stowarzyszenia w celu ochrony kaplicy. Fundacja na rzecz Ratowania Kaplicy Karola Scheiblera została oficjalnie zarejestrowana w 2003 . Dysponując niewielkimi środkami finansowymi (duża część pieniędzy pochodzi z listopadowych kwest), już od początku starała się prężnie działać na rzecz renowacji kaplicy. Dzięki jej funduszom w 2002 przywrócono pierwotny napis „Pamięci Karola Scheibler” nad rozetą wejściową (zamieniony w czasie okupacji niemieckiej na niemieckojęzyczną inskrypcję – Ruhestätte der Familie Scheibler), odnowiono żeliwne drzwi wejścia głównego (czerwiec – październik 2004) oraz drzwi boczne. Do wnętrza powróciła z Muzeum Miasta Łodzi odnowiona rzeźba Wskrzeszenia córki Jaira Cuno von Uechtritz (1856-1908), oraz Pietà autorstwa berlińskiego rzeźbiarza Josepha von Kopfa (1827-1903) .
W 2006 kaplica trafiła na listę stu najbardziej zagrożonych zabytków świata, ogłaszaną co roku przez nowojorską World Monuments Fund.
W latach 2009–2015 toruńska firma „Konserwacja zabytków – Piotr Niemcewicz” wykonała renowację wieży. Dodatkowo wykonano renowację dachów i części prezbiterialnej i zrekonstruowano brakujące części Piety i Wskrzeszenia córki Jaira. Odnowiono częściowo wnętrze górnej kaplicy i oszklono okna.
Kaplica ma się stać miejscem pamięci poświęconym Karolowi Scheiblerowi i całej jego rodzinie, której Łódź zawdzięcza w dużej mierze swój rozwój. Odnowienie kaplicy będzie też znaczącym dokonaniem konserwatorskim XIX wiecznej budowli sakralnej o wysokich walorach artystycznych.

## Architektura
[…] Wnętrze kaplicy sprawia wrażenie poważne, mimo to przyjazne dla oka; skromność i gust wytworny idą tu w zawody o lepsze. […]

Budowla posiada charakter dwukondygnacyjny (w przyziemiach zlokalizowano dwie krypty grobowe, zaś w części naziemnej znajduje się kaplica cmentarna). Mury wykonano z cegły, którą z zewnątrz obłożono kamieniem. Część ścian została oblicowana cegłą sigersdorfską. Jest to obiekt jednonawowy, na planie krzyża, o wymiarach 25×13,5 m, z krótkimi ramionami nawy poprzecznej, lokowanej w połowie długości bryły. Posiada smukłą bryłę zwieńczoną ażurową kamienną wieżą, wysokości 37 m. U jej podstawy znalazły się figury ośmiu muzykujących aniołów, wykonane z blachy cynkowej według modeli znanego warszawskiego rzeźbiarza Andrzeja Pruszyńskiego. Do budowy kaplicy użyto piaskowca na skalę niespotykaną w warunkach polskich, w wystroju wnętrz marmurów (z białego marmuru karraryjskiego wykonano m.in. ołtarz). Front kaplicy, szczyty boczne, balustrady, galerie, wieżę środkową wykonano z piaskowca szydłowieckiego. Roboty kamieniarskie wykonała firma Norblin i Heurteux. Okna wypełniły witraże. Dachy przykryto łupkiem szkockim, a gzymsy i powierzchnie płaskie blachą miedzianą. Kraty, grzebienie na szczytach dachów, krzyże i drzwi zewnętrzne (z kutego żelaza) wykonała fabryka Wł. Gostyńskiego. Kamienne ornamenty zewnętrzne: kapitele liściaste, żabki i zleby wykonano według projektów Władysława Wojtasiewicza. W całej Europie wzniesiono zaledwie kilka budowli dorównujących klasą łódzkiemu mauzoleum.